# Hochkirch
Hochkirch (em alto sorábio: Bukecy) é um município da Alemanha localizado no distrito de Bautzen, região administrativa de Dresden, estado da Saxônia.